# オート＝ソーヌ県
オート＝ソーヌ県 (オート＝ソーヌけん、Haute-Saône) は、フランスのブルゴーニュ＝フランシュ＝コンテ地域圏の県である。名称はソーヌ川に由来する。

## 歴史
フランス革命後の1789年12月22日に誕生した。アンシャン・レジーム時代のフランシュ＝コンテ州の一部、アモン代官区（fr）で構成されている。

## 地理
コート＝ドール県、オート＝マルヌ県、ヴォージュ県、テリトワール・ド・ベルフォール、ドゥー県、ジュラ県と接している。県内には32のカントンがある。南西から北東に向けた横長のかたちをしている。ローヌ川谷の経済発展の軸であり、富とサービス産業が集中するライン川谷を含むヨーロッパのブルーバナナ地帯（ロンドンからジェノヴァまで）に位置する。
地形はおおまかに以下に分けられる。
- ヴォージュ地方の平野部で、ソーヌ川が流れる地帯
- 北部のラングル台地へとつながるウマの蹄型の石灰岩質台地。ジュラ山地が始まる南東部はオニョン川谷で分断されている
- 北部へ伸びる丘陵地帯
- ヴォージュ山地の沈降帯

ヴォージュ山地の南限は、ジュラ山地との間にあり、アルザスへ向かう峠のあるベルフォール台地である。
県面積の2250平方キロメートルを森林が占め、そのうち1220平方キロメートルがコミューンの所有である。

## 統計
農業が主体の県であるが、過去に大きな人口減少を経験している。19世紀半ばには35万人ほど、1896年には約27万人を数えた県人口は、第一次世界大戦前夜には25万人へと減少し、第二次世界大戦勃発により20万人を切る事態となった。人口は1970年代までに徐々に盛り返していき、1999年には22万人に達した。今日、ほとんどの都市では人口が微増しているか、むしろ減少している。県北東部のベルフォールに近接した一帯だけが、人口増加傾向にある。
| 1962年 | 1968年 | 1975年 | 1982年 | 1990年 | 1999年 | 2006年 | 2009年 |
| ------ | ------ | ------ | ------ | ------ | ------ | ------ | ------ |
| 208440 | 214176 | 222254 | 231962 | 229650 | 229732 | 235864 | 239194 |

参照元:SPLAF et INSEE pour les années 2006 et 2007

## 主なコミューン
| コミューン             | 人口 (2009) | 人口の凝集 (2009) | 都市圏 (2009)                                |
| ---------------------- | ----------- | ----------------- | -------------------------------------------- |
| ヴズール               | 15,925      | 29,494            | 59,288                                       |
| エリクール             | 10,481      | 11,480            | ベルフォールおよびモンベリアルとの都市圏構成 |
| リュール               | 8,295       | 10,709            | 11,889                                       |
| リュクスイユ＝レ＝バン | 7,370       | 13,427            | 15,632                                       |
| グレ                   | 6,050       | 10,273            | 18,296                                       |

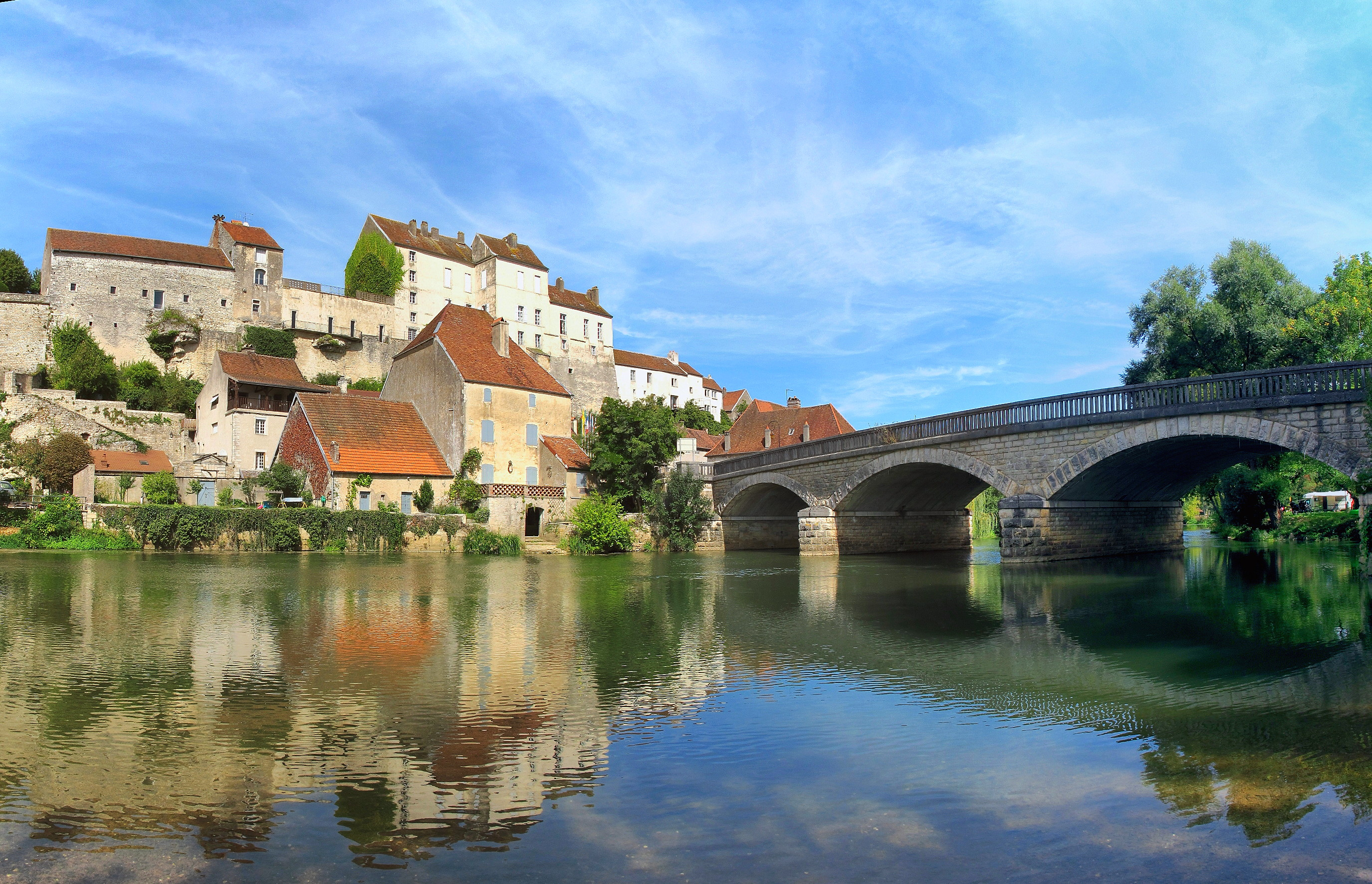
ペスム
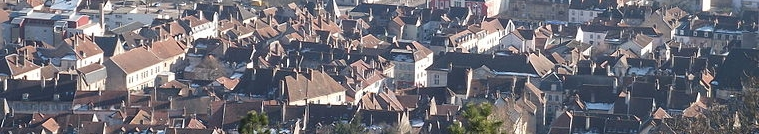
ヴズール旧市街
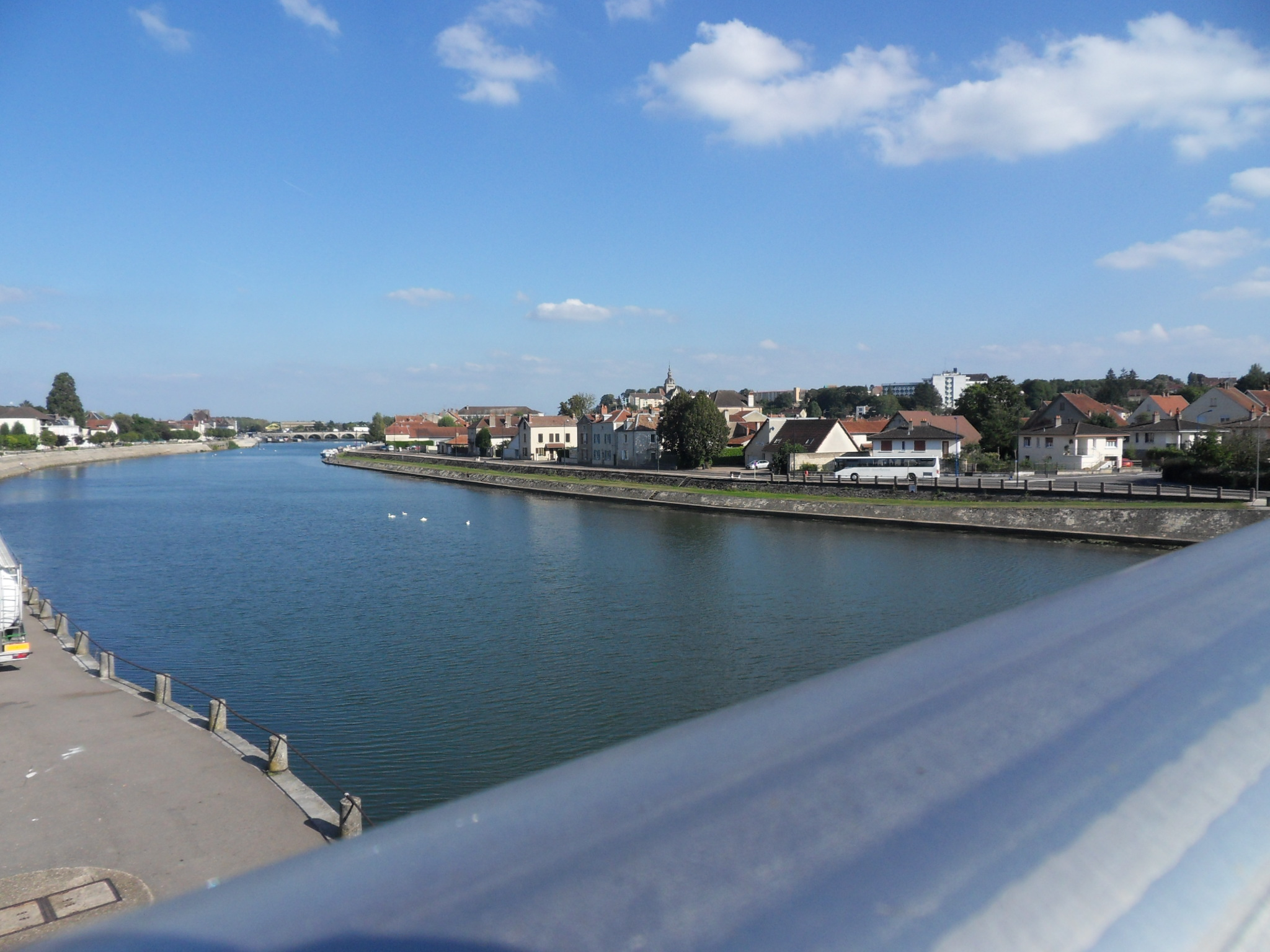
グレを流れるソーヌ川
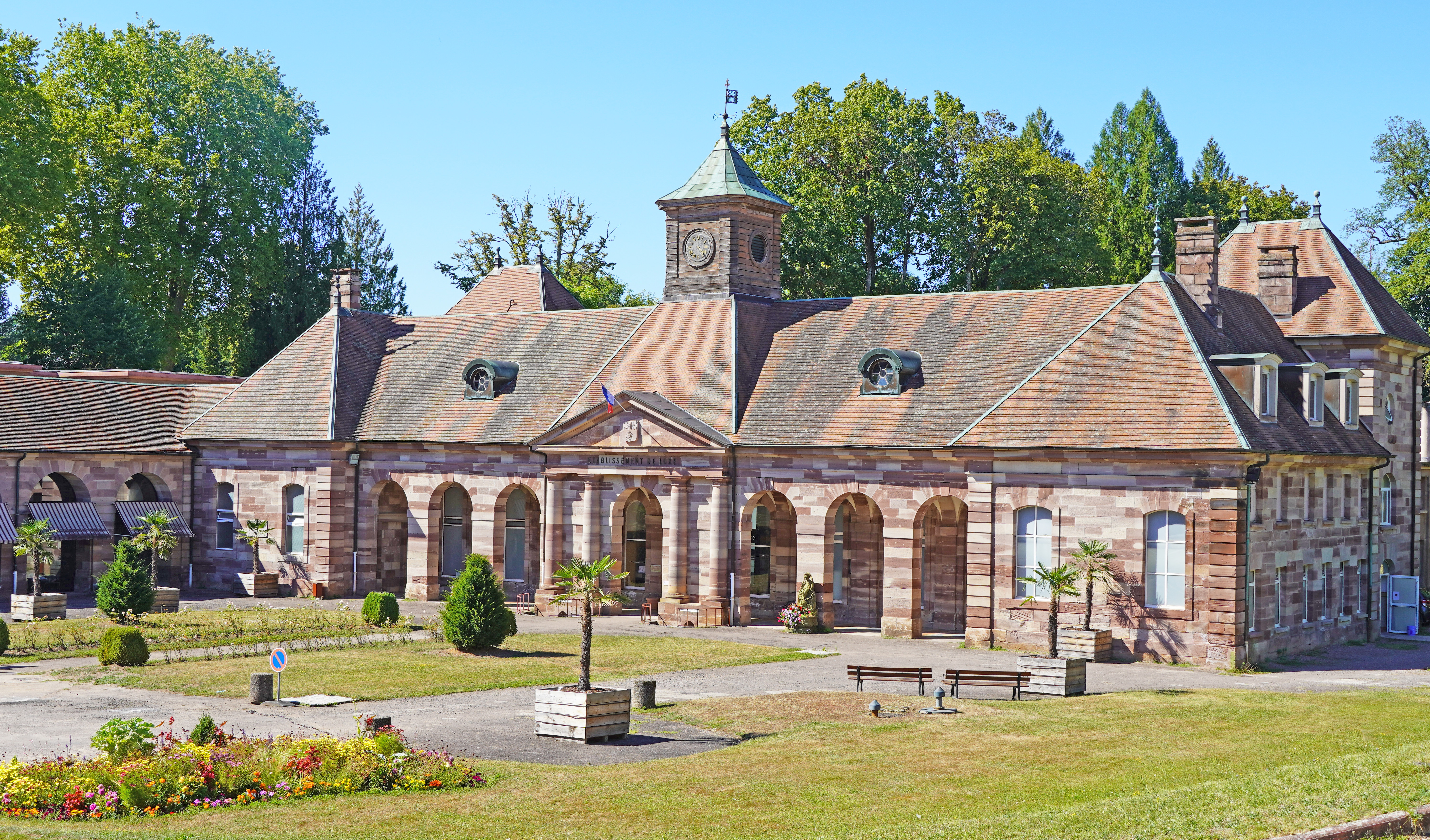
リュクスイユ＝レ＝バン

## 経済
都市とはほど遠い、農村の県であるが、農業県ではない。伝統的に工業、冶金が行われてきた。かつて経済はロンシャン炭鉱の強い影響を受けていた。現在の主な企業は、ヴズールに工場をかまえるPSA・プジョーシトロエン（約3000人を雇用）と、家具製造のパリゾ社である。

## 関係者
- 主な出身者

- ジュール・リメ

- ゆかりのある人物
- ヨアヒム・パイパー - 居住